# Il paese dagli sguardi negati
Il paese dagli sguardi negati è un cortometraggio del 2020 diretto da Davide Cavuti.
È dedicato alla giornata contro la violenza sulle donne.

## Trama
Il testo, firmato da Davide Cavuti, racconta di una donna che vive le sue difficoltà in un paese che ha smarrito ogni dignità, persino di poter guardare liberamente le persone. Al suo interno, sono presenti le immagini dell’artista Omar Galliani.

## Colonna sonora
La musica originale è composta da Davide Cavuti ed eseguita da Glauco Di Sabatino (percussioni), Flavio Pistilli (tastiere), oltre che dallo stesso autore ai synth di Teramo.